# 圣弗朗索瓦
圣弗朗索瓦（法語：Saint-François，法語發音：[sɛ̃ fʁɑ̃swa]）是法国海外省瓜德罗普的一个市镇，属于皮特尔角城区。

## 地理
圣弗朗索瓦（16°15'5"N, 61°16'26"W）面积59.82 平方千米，位于法国海外省瓜德罗普。
与圣弗朗索瓦接壤的市镇（或旧市镇、城区）包括：勒穆勒、圣安娜。
圣弗朗索瓦的时区为UTC−04:00（大西洋时区）。

## 行政
圣弗朗索瓦的邮政编码为97118，INSEE市镇编码为97125。

## 政治
圣弗朗索瓦所属的省级选区为圣弗朗索瓦县，同时圣弗朗索瓦也是该县的中央投票站所在地。圣弗朗索瓦的现任市长为贝尔纳·庞克雷尔（Bernard Pancrel）先生，任期为2020-2026年。

## 人口
圣弗朗索瓦于2022年1月1日时的人口数量为13249人。